# Серпа Картолини, Нестор
Нестор Серпа Картолини (исп. Néstor Cerpa Cartolini, 14 августа 1953 — 22 апреля 1997) — перуанский революционер, второй человек в руководстве Революционного движения имени Тупак Амару. Руководитель захвата японского посольства в Лиме 17 декабря 1996 года с целью освобождения политических заключенных. Был убит в ходе штурма здания вооруженными силами Перу.